# Fallotossine
Le fallotossine sono composti chimici, tutti eptapeptidi biciclici, isolati originariamente nel fungo velenoso Amanita phalloides, da cui prendono il nome. Differiscono dalle amatossine, strutturalmente molto simili e con azione tossicologica sovrapponibile, per la presenza di un residuo amminoacidico più piccolo sia nella proteina precursore che nel prodotto finale di essa.
La falloidina, prima fallotossina scoperta e descritta, era stata isolata nel 1937 da Feodor Lynen, studente e genero di Heinrich Otto Wieland, e da Ulrich Wieland dell'Università di Monaco di Baviera. Le altre sei fallotossine successivamente scoperte sono la profalloina, la falloina, la fallisina, la fallacidina, la fallacina e la fallisacina. Sebbene siano altamente tossiche per il fegato, arrestando la sintesi proteica negli epatociti e conducendo questi ultimi alla necrosi, si ritiene che le fallotossine contribuiscano poco alla tossicità complessiva di Amanita phalloides e delle altre specie fungine responsabili della sindrome falloidea, poiché il loro assorbimento a livello intestinale è molto limitato. Segnalazioni della presenza di falloidina nel fungo Amanita rubescens, commestibile e gastronomicamente apprezzato, non sono state successivamente confermate dai ricercatori.
Di seguito sono mostrate le formule di struttura delle sette diverse fallotossine fino ad ora scoperte:

Falloidina
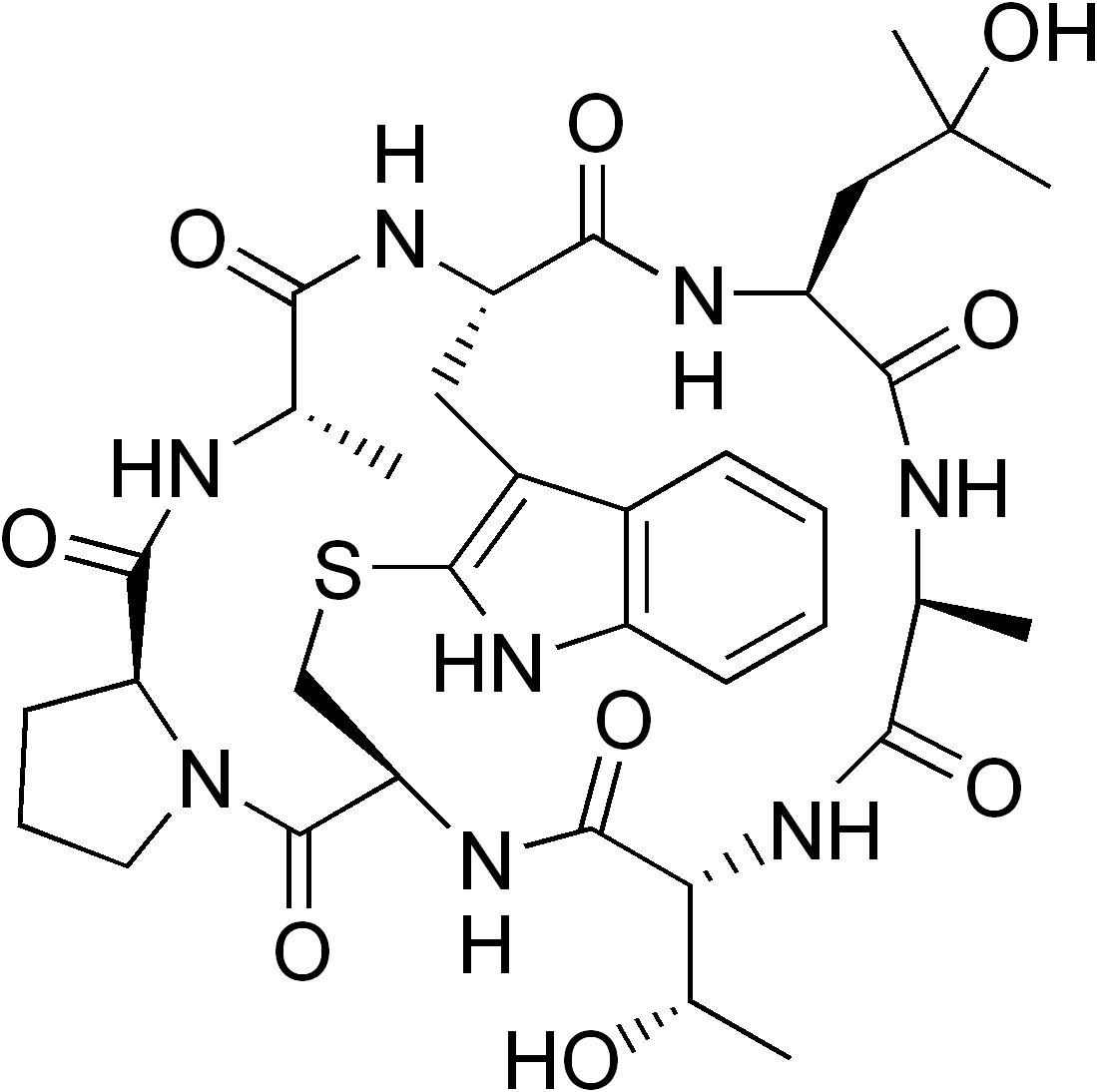
Profalloina
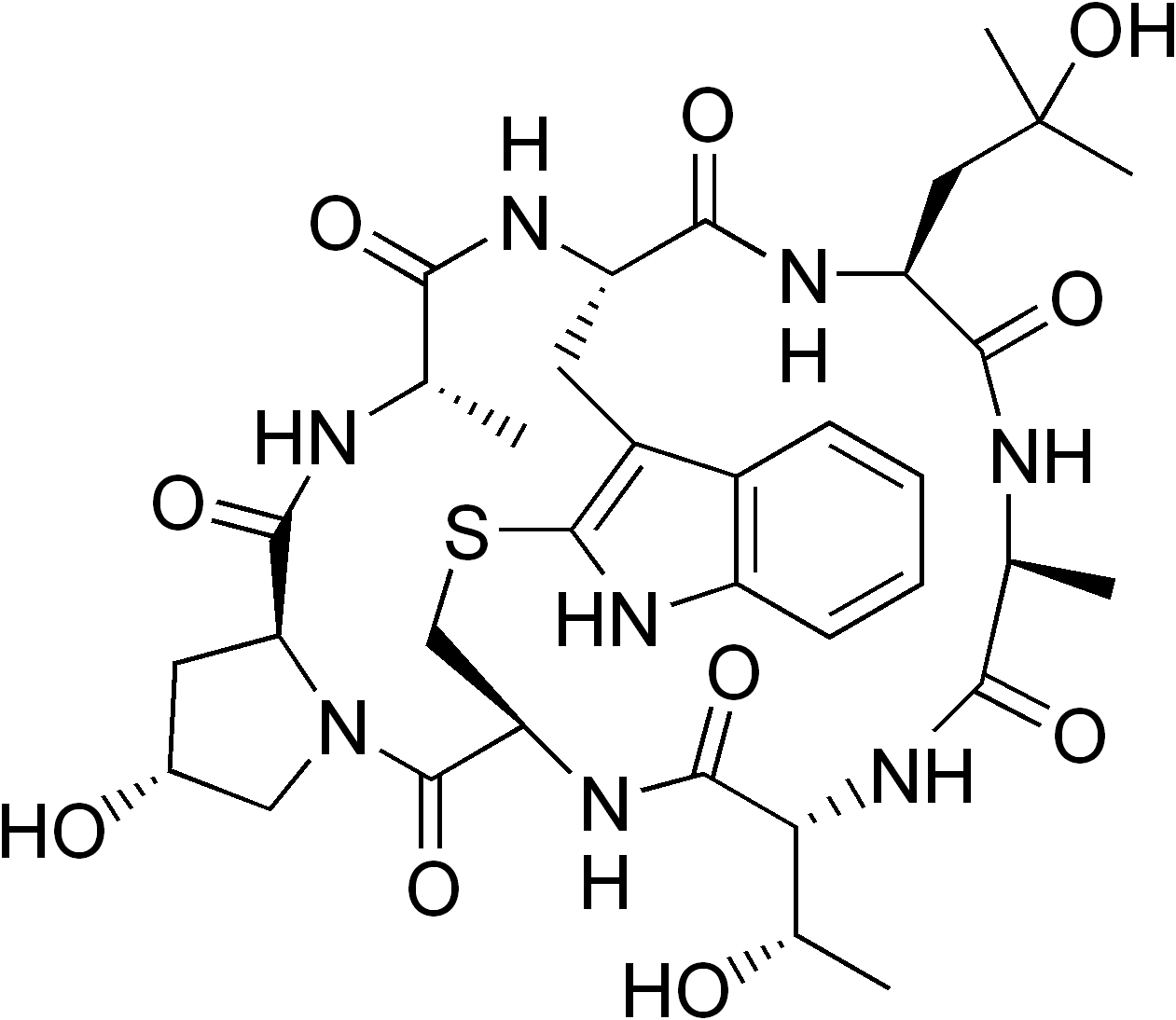
Falloina
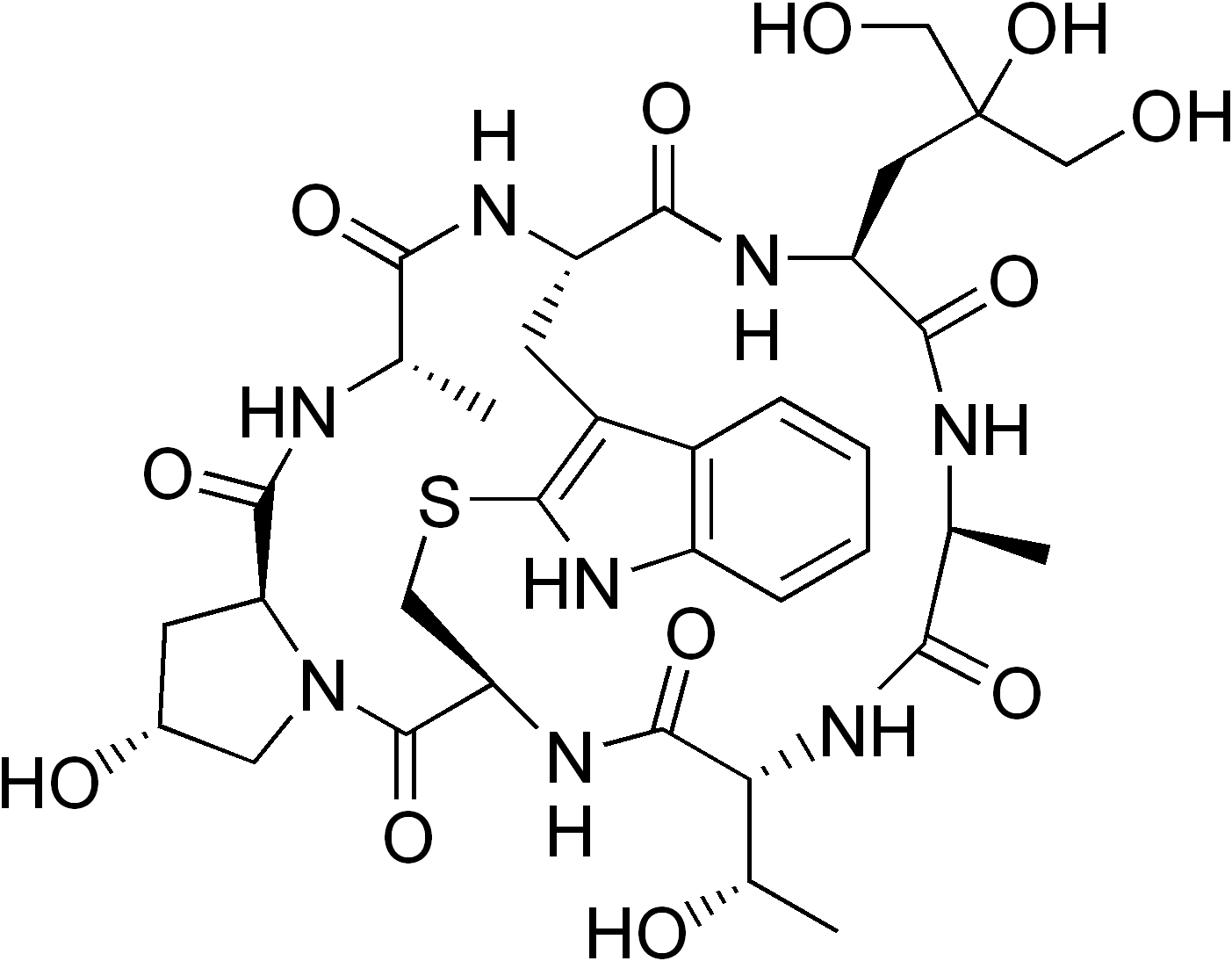
Fallisina
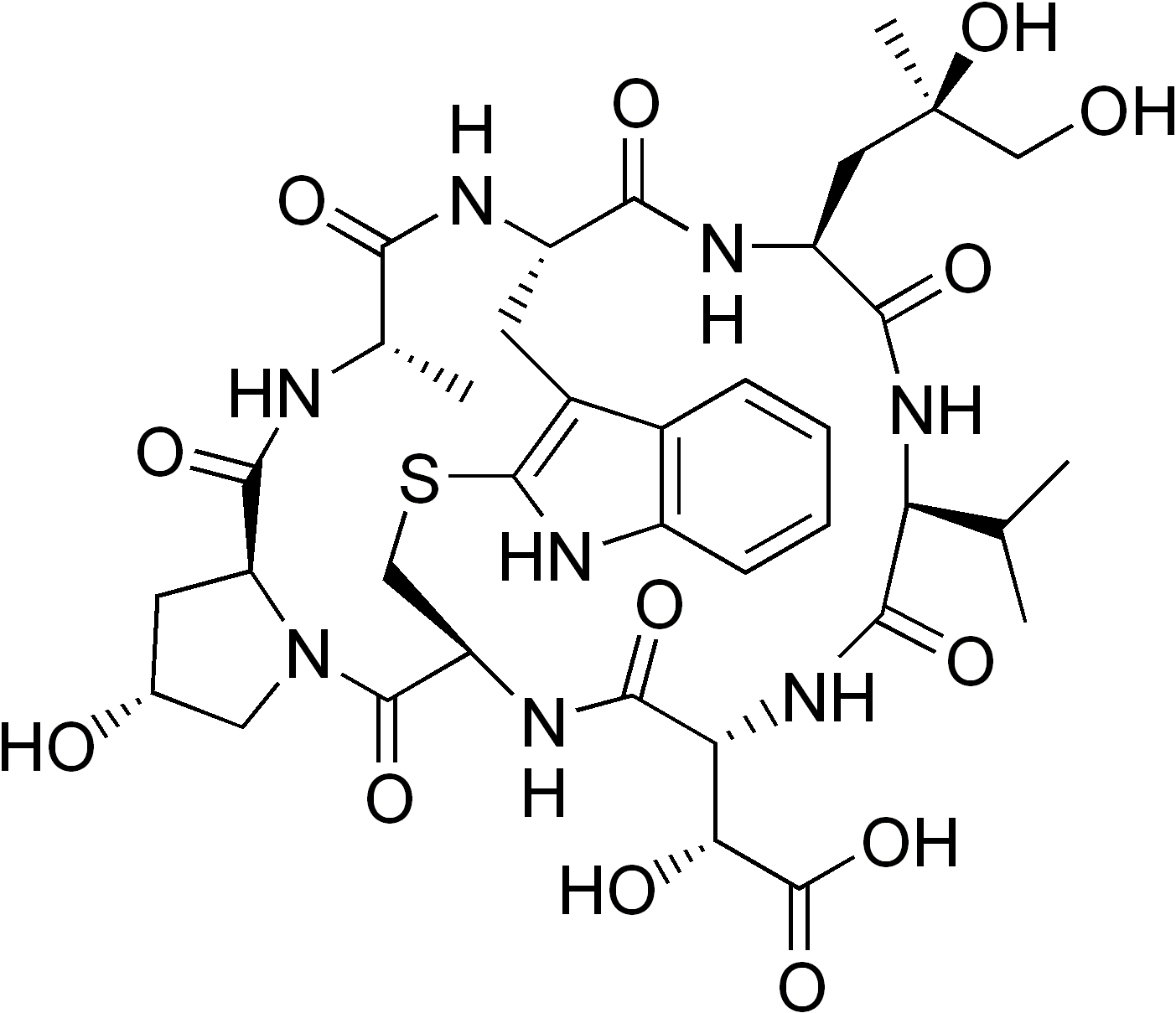
Fallacidina
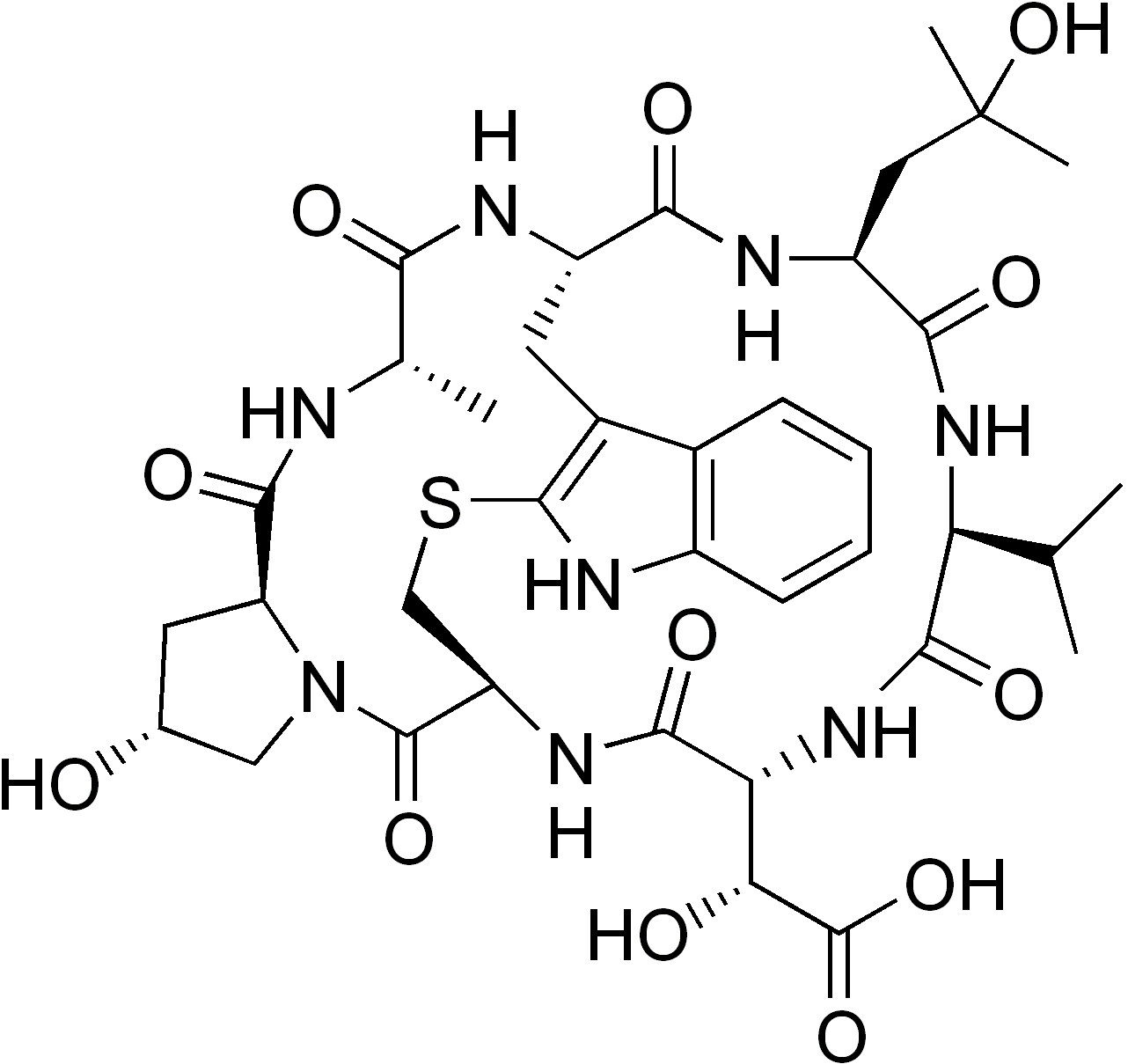
Fallacina
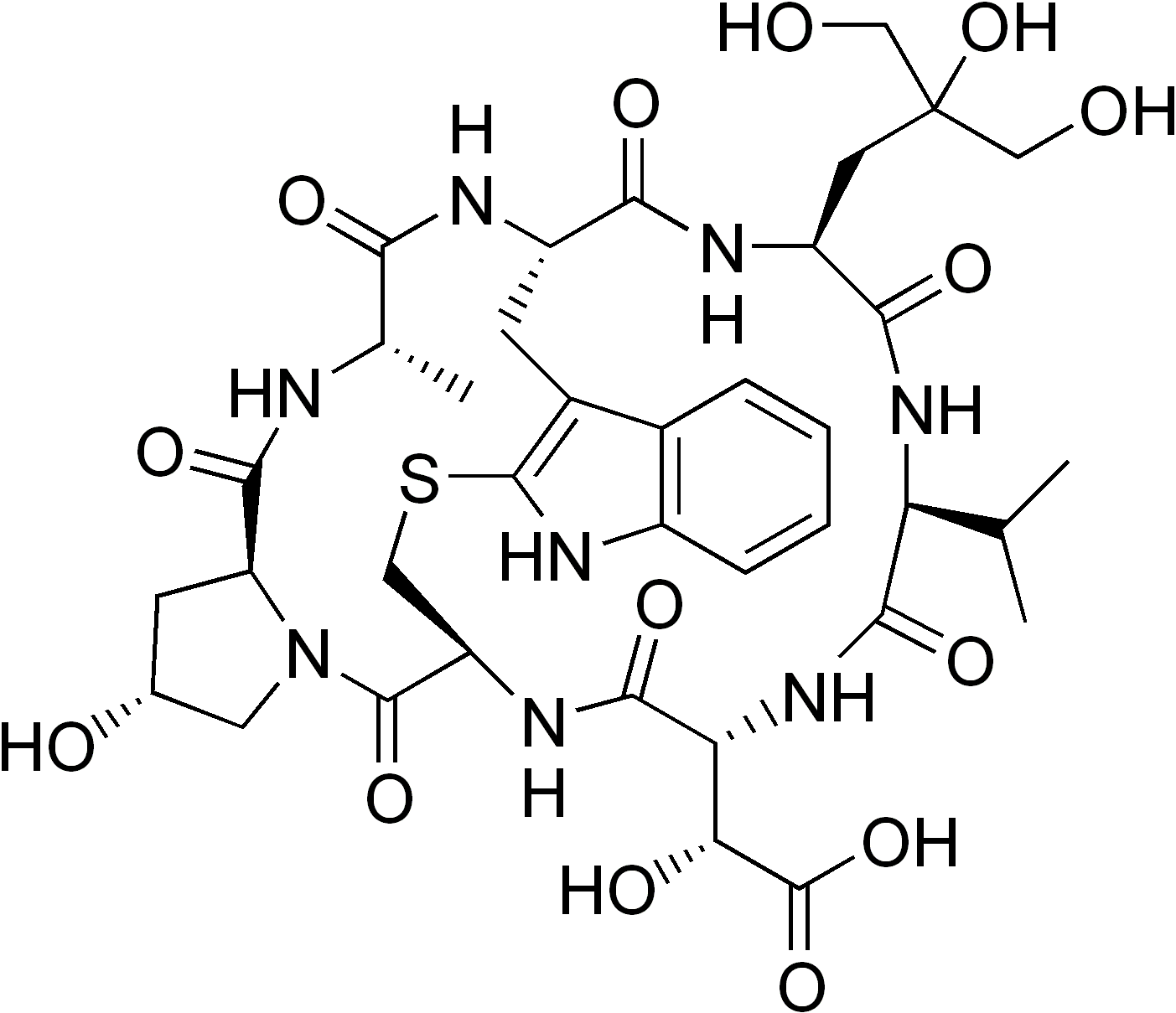
Fallisacina